# Рибаков Іван Васильович
Іван Васильович Рибаков (1947, тепер Російська Федерація) — радянський діяч, новатор виробництва, токар науково-виробничого об'єднання «Кріогенмаш» імені 40-річчя Жовтня Московської області. Член Центральної Ревізійної Комісії КПРС у 1986—1990 роках.

## Життєпис
У 1963—1966 роках — токар Балашихинського машинобудівного заводу Московської області.
У 1966—1968 роках — у Радянській армії.
Член КПРС з 1969 року.
У 1966—1974 роках — токар Балашихинського машинобудівного заводу Московської області. З 1974 року — бригадир комсомольсько-молодіжної бригади токарів, з 1984 року — токар науково-виробничого об'єднання «Кріогенмаш» імені 40-річчя Жовтня міста Балашихи Московської області.
У 1980-х роках закінчив Всесоюзний заочний машинобудівний інститут.
Потім — на пенсії.

## Нагороди і звання
- ордени
- медалі
- Державна премія СРСР (1979)